# خفاش‌های میوه‌خوار کارائیب
خفاش‌های میوه‌خوار کارائیب (نام علمی: Brachyphylla) نام یک سرده از تیره خفاش برگ‌بینی است.